# Vernon (Vermont)
Pour les articles homonymes, voir Vernon.
Vernon est une ville du Vermont aux États-Unis. Au recensement de 2010, elle comptait 2 206 habitants. C'est dans cette ville qu'est située la Centrale nucléaire de Vermont Yankee, la seule centrale du Vermont, dont la fermeture est prévue en 2014.

## Histoire
Le Fort Bridgman, à Vernon, a brûlé lors d'un incendie, en 1755, pendant la guerre de la Conquête.

## Démographie
| Groupe            | Vernon | Vermont | États-Unis |
| ----------------- | ------ | ------- | ---------- |
| Blancs            | 96,6   | 95,3    | 72,4       |
| Métis             | 1,3    | 1,7     | 2,9        |
| Autres            | 0,9    | 0,8     | 7,1        |
| Afro-Américains   | 0,6    | 1,0     | 12,6       |
| Asiatiques        | 0,5    | 1,3     | 4,8        |
| Total             | 100    | 100     | 100        |
|                   |        |         |            |
| Latino-Américains | 2,2    | 1,5     | 17,37      |

Selon l'American Community Survey, pour la période 2011-2015, 97,10 % de la population âgée de plus de 5 ans déclare parler l'anglais à la maison, 1,63 % l'allemand, 0,46 % l'espagnol, 0,46 % le français et 0,36 % une autre langue.